# Grzegorz Pawlak (fotograf)

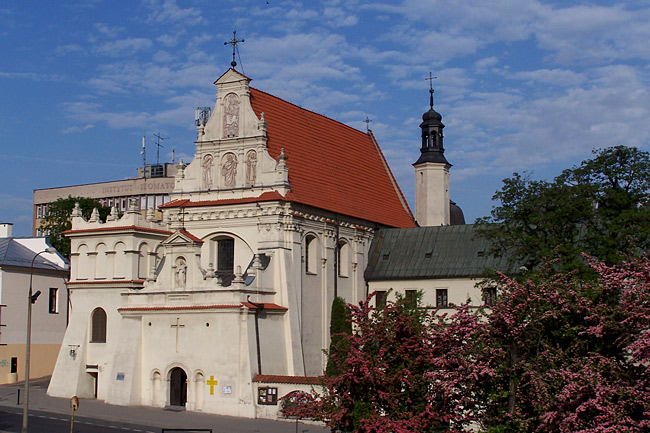
Foto: Grzegorz Pawlak

Grzegorz Pawlak (ur. 1973 w Lublinie) – polski artysta fotograf. Członek rzeczywisty i Artysta Fotoklubu Rzeczypospolitej Polskiej Stowarzyszenia Twórców (AFRP). Członek Zarządu Fotoklubu RP. Członek rzeczywisty i członek Zarządu Lubelskiego Towarzystwa Fotograficznego im. Edwarda Hartwiga. Członek Grupy Fotograficznej EIKONA.

## Życiorys
Grzegorz Pawlak związany z lubelskim środowiskiem fotograficznym – mieszka, pracuje, tworzy w Lublinie. Zajmuje się fotografią krajobrazową, makrofotografią, fotografią portretową, fotografią reportażową. Miejsce szczególne w jego twórczości zajmuje fotografia architektury – w zdecydowanej części miasta Lublina. Jest członkiem rzeczywistym Lubelskiego Towarzystwa Fotograficznego im. Edwarda Hartwiga, w którym od 2014 roku pełni funkcję członka Rady Artystycznej LTF. W latach 2011–2013 pełnił funkcję prezesa Zarządu LTF.
Grzegorz Pawlak jest autorem i współautorem wielu wystaw fotograficznych; autorskich, zbiorowych, poplenerowych oraz pokonkursowych (w Polsce i za granicą), gdzie jego fotografie otrzymały wiele nagród i wyróżnień (m.in. I Nagroda oraz Grand Prix w konkursie fotograficznym Lublin obiektywem malowany 2012–2013 oraz I Nagroda w IV Międzynarodowym Konkursie Fotograficznym Teatr w obiektywie – sekcja Aktorzy). Jest organizatorem i kuratorem wystaw fotograficznych oraz członkiem jury w konkursach fotograficznych. Jest uczestnikiem spotkań autorskich. „Za stałą obecność w życiu kulturalnym regionu” – w 2016 roku uhonorowany Listem Gratulacyjnym Wojewody Lubelskiego.
W 2015 roku został przyjęty w poczet członków rzeczywistych Fotoklubu Rzeczypospolitej Polskiej Stowarzyszenia Twórców (legitymacja nr 394). W 2018 roku został uhonorowany Medalem „Za Zasługi dla Fotografii Polskiej” – odznaczeniem przyznawanym przez Kapitułę Fotoklubu Rzeczypospolitej Polskiej Stowarzyszenia Twórców – w 100. rocznicę odzyskania przez Polskę niepodległości. W 2020 odznaczony Brązowym Medalem „Za Fotograficzną Twórczość” – odznaczeniem ustanowionym przez Zarząd i przyznawanym przez Kapitułę Fotoklubu Rzeczypospolitej Polskiej Stowarzyszenia Twórców, w odniesieniu do obchodów 25-lecia powstania Fotoklubu RP.
Fotografie Grzegorza Pawlaka wielokrotnie prezentowano w licznych albumach fotograficznych o Lublinie, w wielu ogólnopolskich i lokalnych czasopismach (m.in. jako ilustracje do artykułów o Lublinie).

## Odznaczenia
- Medal „Za Zasługi dla Fotografii Polskiej” (2018)[1][24][25]
- Brązowy Medal „Za Fotograficzną Twórczość” (2020)[26]